# New Grand Chain
New Grand Chain – wieś w Stanach Zjednoczonych, w stanie Illinois, w hrabstwie Pulaski.